# Jedrenje
Jedrenje je umijeće upravljanja jedrilicom, tj. plovilom na vodi pokretanog isključivo snagom vjetra. U početku korišteno kao osnovna vještina potrebna za upravljanje ratnim, trgovačkim i turističkim brodovima s pojavom parnog stroja te kasnije drugih vrsta motora gubi gospodarsku važnost. Danas je jedrenje za većinu ljudi rekreacija i zabava, te vrlo popularan i raširen sport.
Krovna organizacija za jedrenje u Hrvatskoj je Hrvatski jedriličarski savez.

## Uvod
Jedrilica ili drugo plovilo na jedra se kreće po vodi pokretana snagom vjetra. Još od rane poznate povijesti ovaj je način transporta na vodi bio vrlo važan u ribarstvu, trgovini i ratovanju. Od transporta kamena za potrebe gradnje egipatskih piramida u staro doba pa do čuvenih pomorskih bitaka kao što je bitka kod Trafalgara jedrenje je bila važna ili čak presudna vještina.
Kasnije kroz povijest je jedrenje gubilo gospodarsku važnost, ali je i dalje ostao vrlo raširen način kretanja po vodi. Iako u osnovi vrlo jednostavnih principa, jedrenje nije niti izbliza jednostavno kakvim se čini. Umjeće upravljanja jedrilice u svim smjerovima bez obzira na smjer vjetra, savladavajući pri tome često vrlo nemirne uvjete na vodi, jak vjetar ili druge nepogode, sve je samo ne jednostavno.

## Vanjske poveznice

### Sestrinski projekti
|  | Zajednički poslužitelj ima stranicu o temi jedrenje    |
|  | Zajednički poslužitelj ima još gradiva o temi jedrenje |

### Mrežna mjesta
- Nautički portal
- Jedrenje Hrvatska tehnička enciklopedija, portal hrvatske tehničke baštine. LZMK